# برگ‌امرودیان

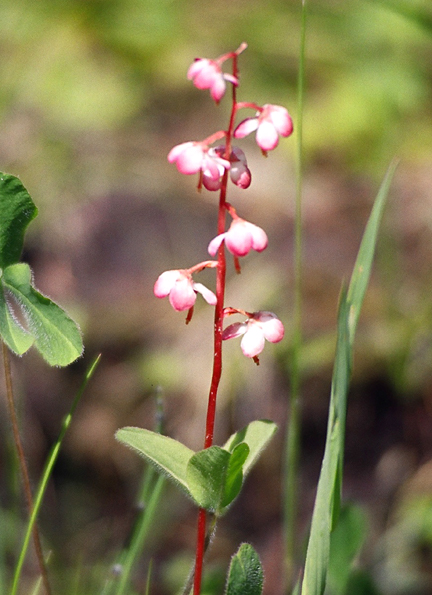
Pyrola asarifolia

برگ‌اَمرودیان (Pyrolaceae) تیره‌ای از خلنگ‌سانان است با چهار سرده و ۳۰ گونه که وجه تمایز آنها با انواع چوبی این راسته رویش علفیشان است؛ اعضای این تیره بومی نواحی معتدل سرد و قطبی نیم‌کرهٔ شمالی هستند و در زمرهٔ گیاهان همیشه‌سبز قرار دارند.